# Eresia cissia
Eresia cissia är en fjärilsart som beskrevs av Hall 1928. Eresia cissia ingår i släktet Eresia och familjen praktfjärilar. Inga underarter finns listade i Catalogue of Life.